# 카보타지
카보타지(/ˈkæbətˈdʒ, -tɑːʒ/, 캐보타지)는 같은 국가의 두 장소 간에 물품이나 승객을 운송하는 것이다. 원래는 해안 항로를 따라 항구에서 항구로 운송하는 데 적용되었지만 이제는 항공, 철도운송 및 도로 운송에도 적용된다. 한국어로는 연안운송 금지, 국내운송금지 등 여러 용어로 번역된다.
카보타지 권리는 한 국가의 회사가 다른 국가에서 거래할 수 있는 권리이다. 항공 분야에서는 다른 국가의 국내 국경 내에서 운항할 수 있는 권리이다. 대부분의 국가에서는 항공 운항을 허용하지 않으며 경제 보호주의, 국가 안보 또는 공공 안전을 이유로 엄격한 제재를 가하고 있다. 주목할만한 예외 중 하나는 회원국이 모두 서로에게 연안 항해 권리를 부여하는 유럽 연합이다.

## 어원
"cabotage"라는 용어는 프랑스어에서 빌려온 것이다. '해안을 따라 여행하다'라는 뜻의 caboter에서 유래됐다. caboter의 기원은 불분명하다. cap 또는 cabo "cape"에서 유래할 수도 있고 보트 유형을 의미할 수도 있다. 이름을 이탈리아 탐험가 Cabot과 연결하려는 시도는 증거로 뒷받침되지 않는다.